# Rugido
O rugido é um som profundo, como um berro longo, forçado com a boca totalmente aberta. É produzido por certos mamíferos. Um rugido é emitido usando o hióide, um pequeno osso que não é completamente rígido em animais adultos. Como observado em filhotes de onça-pintada, o aparato hióide é semelhante ao do gato e do guepardo, o que muda quando o animal atinge a idade adulta. Adaptações morfológicas na laringe e cordas vocais também são observadas. É uma vocalização característica dos grandes felinos do gênero Panthera, como o leão, o tigre, o leopardo e a onça-pintada, com exceção do leopardo-das-neves.
Os rugidos têm papel em expressão de territorialidade e comportamentos agonísticos, servindo principalmente como meio de comunicação e demarcação de território. No leão, o rugido também é usado no processo de busca e competição por cópulas.
O padrão do rugido do leão é composto por três segmentos globais: um início parecido com um gemido, um segmento médio que é caracterizado por um som de baixa frequência e intensidade alta e um segmento final parecido com grunhidos. O rugido do leão na abertura da Metro-Goldwyn-Mayer é somente o segmento médio, e foram omitidos os padrões iniciais e finais.